# Internationale Biologieolympiade
Die Internationale Biologieolympiade (IBO) ist ein internationaler Schülerwettbewerb, der das Interesse von Schülern insbesondere der Sekundarstufe II am Fachgebiet Biologie fördern will. Zu diesem Wettbewerb darf jedes teilnehmende Land vier Teilnehmer entsenden, die nicht älter als 20 Jahre sind. Mittlerweile nehmen Schüler aus über 50 Ländern teil.
Die Internationale Biologieolympiade richtet sich an Einzelne, ist also kein Teamwettbewerb. Nach mehreren theoretischen und praktischen Tests werden Gold-, Silber- und Bronze-Medaillen vergeben. Am erfolgreichsten waren bislang Teilnehmer aus der Volksrepublik China und Russland. Deutsche Teilnehmer belegten meistens einen der Plätze 10 bis 20.

## Ablauf der Qualifikation in Deutschland
Das Auswahlverfahren in Deutschland ist in vier Runden, die in jeweils verschiedenen Formaten stattfinden, gegliedert. Die in jeder Runde zu bearbeitenden Aufgabe steigen im Schwierigkeitsgrad von Runde zu Runde. Beispielaufgaben für Aufgaben der zweiten Runde sowie Lernblätter für häufig abgefragte Themen finden sich auf der Webseite der Biologieolympiade Deutschland.
An der ersten Runde kann jeder Schüler einer deutschen allgemeinbildenden Schule teilnehmen. Sie findet von etwa Mai bis September des IBO-Vorjahres als Hausarbeit unter Nutzung beliebiger Hilfsmittel statt. Die Aufgaben bekommt man bei den Landesbeauftragten oder auf der Webseite der Biologieolympiade Deutschland.
In die zweite Runde werden die etwa 400 Besten der ersten Runde eingeladen. Sie müssen unter Fachlehreraufsicht etwa im November des IBO-Vorjahres eine zweistündige Klausur schreiben. In dieser Klausur gilt es sowohl Multiple-Choice-Aufgaben als auch komplexere Aufgaben zu bearbeiten.
In die dritte Runde kommen von diesen 400 in der Regel 45 Teilnehmer weiter. Diese Runde findet meist Ende Februar des IBO-Jahres als einwöchiges Seminar in Kiel am IPN statt. Dort müssen die Teilnehmer eine vierstündige Theorie-, mehrere ein- bis zweistündige praktische Klausuren (in den Bereichen Zoologie, Botanik und Physiologie) und eine rund zweistündige Bioinformatik-Kausur bearbeiten. In dieser Runde werden auch vom Förderverein der Biologieolympiade verschiedene Praktika an die Teilnehmer vergeben. Außerdem können sich hier die vier besten Teilnehmer, die unter 17 Jahren alt sind, für die Auswahlrunde zur EOES (früher EUSO) qualifizieren.
Zur vierten Runde werden die daraus hervorgehenden 10-12 Besten ausgewählt, die Ende Mai des IBO-Jahres wiederum zu einem einwöchigen Seminar nach Kiel fahren. Bei diesem Seminar müssen die Teilnehmer verschiedene theoretische und auch praktische Klausuren bearbeiten. Mit diesen Klausuren sollen die Teilnehmer auch auf das Format der internationalen Runde vorbereitet werden. Von diesen Teilnehmern fahren die vier besten als deutsches Team zur internationalen Olympiade, die jedes Jahr im Juli in einem anderen Land ausgetragen wird.

## Ablauf der Qualifikation in der Schweiz
Das Auswahlverfahren in der Schweiz ist dreistufig.
Die Aufgaben der ersten Runde werden üblicherweise im Frühherbst an Schweizer Kantonsschulen und Gymnasien verschickt, und die Prüfung wird von einer lokalen Lehrperson beaufsichtigt. Die Fragen sind auf Deutsch, Französisch und Italienisch verfügbar.
Die etwa 60 bis 70 besten Teilnehmer der ersten Runde werden im November an eine einwöchige Vorbereitungswoche eingeladen. Dabei werden Schulkenntnisse vertieft und weiterführender Stoff vermittelt. Die Vorbereitungswoche ist eine einmalige Gelegenheit für biologisch interessierte Jugendliche aus der ganzen Schweiz, Bekanntschaften und Freundschaften zu schließen.
Anfang Februar findet dann die zweite Runde ebenfalls in Form einer Theorieprüfung statt. Dabei wird insbesondere das Wissen aus der Vorbereitungswoche getestet.
Die 20 besten der zweiten Runde werden zur SBO-Woche an die Universität Bern eingeladen. Während dieser Woche werden über 15 praktische Prüfungen durchgeführt. Am SBO-Tag schließlich werden je vier Bronze-, Silber- und Goldmedaillen vergeben. Die vier Goldmedaillengewinner vertreten die Schweiz an der Internationalen Olympiade.

## Austragungsorte
Die IBO findet seit 1990 jährlich statt.
- 2029 – Tschechien (geplant)[5]
- 2028 – Niederlande (geplant)[5]
- 2027 – Warschau (Polen, geplant)[5]
- 2026 – Vilnius (Litauen, geplant)[6]
- 2025 – Quezon City (Philippinen, geplant)[5]
- 2024 – Astana (Kasachstan)[7]
- 2023 – ursprünglich Sotschi (Russland), verlegt nach Al Ain (Vereinigte Arabische Emirate)[8][9]
- 2022 – Jerewan (Armenien)[10]
- 2021 – Lissabon (Portugal)[11]
- 2020 – Nagasaki (Japan)[12][13]
- 2019 – Szeged (Ungarn)
- 2018 – Teheran (Iran)
- 2017 – Coventry (Vereinigtes Königreich)
- 2016 – Hanoi (Vietnam)
- 2015 – Aarhus (Dänemark)
- 2014 – Bali (Indonesien)
- 2013 – Bern (Schweiz)
- 2012 – Singapur (Singapur)
- 2011 – Taipeh (Taiwan)
- 2010 – Changwon (Korea)
- 2009 – Tsukuba (Japan)
- 2008 – Mumbai (Indien)
- 2007 – Saskatoon (Kanada)
- 2006 – Río Cuarto (Argentinien)
- 2005 – Peking (Volksrepublik China)
- 2004 – Brisbane (Australien)
- 2003 – Minsk (Belarus)
- 2002 – Jūrmala (Lettland)
- 2001 – Region Brüssel-Hauptstadt (Belgien)
- 2000 – Antalya (Türkei)
- 1999 – Uppsala (Schweden)
- 1998 – Kiel (Deutschland)
- 1997 – Aşgabat (Turkmenistan)
- 1996 – Artek (Ukraine)
- 1995 – Bangkok (Thailand)
- 1994 – Warna (Bulgarien)
- 1993 – Utrecht (Niederlande)
- 1992 – Poprad (Tschechoslowakei)
- 1991 – Machatschkala (Russland)
- 1990 – Olmütz (Tschechoslowakei)

## Belege
1. ↑  IPN - Internationale BiologieOlympiade. Ehemals im Original (nicht mehr online verfügbar); abgerufen am 1. Juni 2020. (Seite nicht mehr abrufbar. Suche in Webarchiven)
2. ↑  IBO2025/Klausur_Bioinfo2025_Vorbereitung.pdf at main · tgossmann/IBO2025. Abgerufen am 27. Februar 2025 (englisch).
3. ↑  Ablauf des Wettbewerbs. Abgerufen am 27. Februar 2025.
4. ↑  Auswahlverfahren. Abgerufen am 27. Februar 2025.
5. 1 2 3 4  Future IBOs. Abgerufen am 1. Juni 2020 (englisch).
6. ↑  IBO 2026 Website. Abgerufen am 11. Juli 2023 (englisch).
7. ↑  IBO 2024 Website. Ehemals im Original (nicht mehr online verfügbar); abgerufen am 11. Juli 2023 (englisch). (Seite nicht mehr abrufbar. Suche in Webarchiven)
8. ↑  https://www.ibo-info.org/en/contest/future-ibos.html
9. ↑  IBO 2023 Website. Abgerufen am 11. Juli 2023 (englisch).
10. ↑  IBO 2022 Website. Abgerufen am 1. Juni 2022 (englisch).
11. ↑  Aufgrund der COVID-19-Pandemie ersetzt durch einen aus der Ferne durchgeführten Wettbewerb, die IBO Challenge II. Der gesamte Wettbewerb wurde vom 18. bis 23. Juli durchgeführt.
12. ↑  Aufgrund der COVID-19-Pandemie und der damit einhergehenden Absage der Olympischen Spiele 2020 wurde die Austragung der IBO vor Ort abgesagt. Stattdessen findet voraussichtlich eine digital ausgetragene IBO Challenge statt (engl.: IBO Challenge 2020 (A Substitute for the 31st IBO in Nagasaki)).
13. ↑  Regarding COVID-19. 6. März 2020, archiviert vom Original am 26. März 2020; abgerufen am 1. Juni 2020 (amerikanisches Englisch).